# Жухлость красок
Жухлость, или вжухлость красок — потускнение красочного слоя вследствие впитывания грунтом некоторой части связующего вещества краски (масла).
Жухлость красок наблюдается в первую очередь в масляной живописи. Основная её причина — предрасположенность самого грунта к излишнему впитыванию масла, определяемая его структурой и свойствами веществ, которые его образуют. Если основа, на которую нанесён красочный слой, чрезмерно впитывает масло, то при высыхании краски плёнка, образовавшаяся на поверхности красочного слоя, теряет глянец и становится матовой, тусклой. Происходит также заметное изменение цвета.
Другой причиной могут быть недостатки самих красок. Важнейшими среди них являются недостаточное количество масла в краске; замедленное высыхание масла; замедленное просыхание нижележащих красочных слоёв; применение в качестве связующего вещества свежеотжатого масла; сильное разжижение краски эфирными маслами и скипидаром; отсутствие химической связи между пигментом и маслом.
Жухлость также может проявляться в акварели и темпере при перекрывании одного слоя краски другим либо в результате использования неподходящего сорта бумаги.